# Girls and Boys (chanson de Prince)
Pour les articles homonymes, voir Girls and Boys.
Singles de Prince & The Revolution
Mountains
(1986) Anotherloverholenyohead
(1986)
Girls and Boys (Girls & Boys) est une chanson de Prince et du groupe The Revolution issue de l'album Parade, la bande son du film Under the Cherry Moon. Il s'agit du quatrième single de l'album Parade sauf aux États-Unis où trois singles furent publiés. Girls & Boys parut toutefois en tant que Face-B du dernier single américain de Parade, Anotherloverholenyohead.
Au niveau des charts, le single suivit le succès foudroyant de son prédécesseur Kiss en atteignant la 11e position au Royaume-Uni le 23 août 1986. Dans les autres pays, le single se classa à la 12e position aux Pays-Bas, 10e position en Belgique et également en France où la chanson se classa 38e position.
Le batteur Bobby Z. commenta plus tard que la chanson a peut-être contribué à l'album entier et au film d'atteindre un plus grand succès: « les seconds singles n'étaient parfois pas bons... Kiss fut un succès complet et rendit l'album énorme. À mon avis, cela aurait dû être alors Girls & Boys, pas Mountains. » Le vidéoclip pour le single est composé de clips du film et des images tournées séparément du groupe The Revolution, y compris de Susannah Melvoin, la fiancée de Prince à cette époque.
La Face-B est la version de l'album Under the Cherry Moon. Le disque vinyle 12" inclut une chanson de 1984 intitulée Erotic City, qui à l'origine est soutenu avec le titre Let's Go Crazy. En plus, un single spécial double vinyle 7" fut publié contenant les chansons Girls & Boys, She's Always in My Hair (qui servit également pour le single Paisley Park), Under the Cherry Moon et 17 Days. Le titre intégral de 17 Days est 17 Days (The Rain Will Come Down, Then U Will Have 2 Choose. If U Believe Look 2 The Dawn And U Shall Never Lose).
Le texte en français à la fin de la chanson est récité par Marie France Drouin, l'habilleuse du chanteur durant les années 80 (parfois confondue avec Marie France (chanteuse)). 

## Crédits
- Prince - rap, chants, instruments
- Eric Leeds - saxophone
- Marie France (Costumière de Prince) - mots français
- Sheila E., Wendy Melvoin, Lisa Coleman, Susannah Melvoin - chœurs

## Liste des titres
| A. | Girls & Boys (Edit)                                                                                               | 3:25 |
| B. | Under the Cherry Moon (Prince, John L.Nelson)                                                                     | 2:55 |
| C. | She's Always In My Hair                                                                                           | 3:27 |
| D. | 17 Days (The Rain Will Come Down, Then U Will Have 2 Choose. If U Believe Look 2 The Dawn And U Shall Never Lose) | 3:52 |

| A.  | Girls & Boys (LP Version)                              | 5:30 |
| B1. | Under the Cherry Moon (Prince, John L.Nelson)          | 2:57 |
| B2. | Erotic City (Make Love Not War Erotic City Come Alive) | 7:24 |

| A. | Girls & Boys (Edit)                           | 3:27 |
| B. | Under the Cherry Moon (Prince, John L.Nelson) | 2:57 |